# 앨프리드 뉴먼

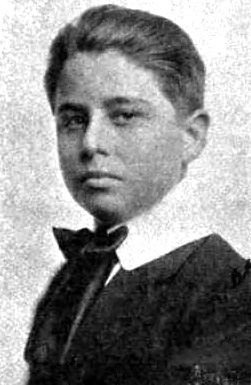

앨프리드 뉴먼(Alfred Newman, 1901년 3월 17일 ~ 1970년 2월 17일)은 미국의 작곡가이다. 많은 영화 음악을 다루고 있다. 헝가리계 유대인의 이른바 "뉴먼 가문"의 일원으로 동생 라이어넬, 에밀, 아들 데이비드, 토머스, 또한 조카 랜디도 영화 음악 작곡가로 활약하고 있으며, "뉴먼 패밀리"라고 총칭되고 있다.